# بلوكو يوفي
بلوكو يوفي (بالإيطالية: Blocco-Juve)‏ ومعناها باللغة العربية مجموعة اليوفنتوس هي لقب أطلق على لاعبي نادي يوفنتوس الذين كانوا يشكلون العمود الفقري لتشكيلة منتخب إيطاليا تحت قيادة المدرب إنزو بيرزوت والذي حقق معهم في بطولة كأس العالم المركز الأول في 1982 والمركز الرابع في 1978 وفي بطولة كأس الأمم الأوروبية وصل للدور النصف النهائي في 1980.
قاد تدريب هذه المجموعة في يوفنتوس جيوفاني تراباتوني واستطاع السيطرة على كرة القدم الإيطالية وأن يصبح أحد أفضل الأندية الأوروبية في ذلك الوقت في النصف الثاني من السبعينات والنصف الأول من الثمانينات حيث حقق ست بطولات دوري الدرجة الأولى وبطولتي كأس إيطاليا وبطولة واحدة لكل من: دوري أبطال أوروبا، كأس الاتحاد الأوروبي للأندية أبطال الكؤوس، كأس الاتحاد الأوروبي، كأس السوبر الأوروبي، كأس العالم للأندية. وقد كان أبرز لاعبي المجموعة: دينو زوف، كلاوديو جينتيلي، غايتانو شيريا، أنتونيو كابريني، ماركو تارديلي، روبيرتو بيتيغا، وباولو روسي.

## اللاعبون

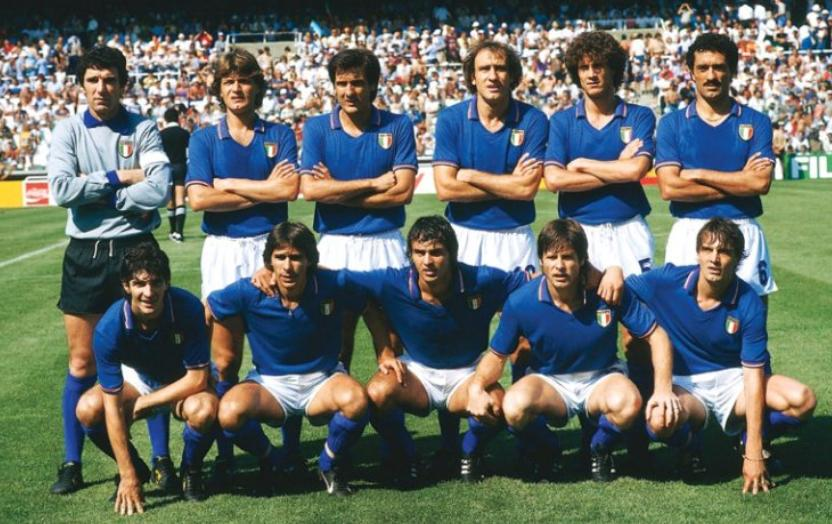
تشكيلة إيطاليا التي تحتوي على ستة لاعبين من يوفنتوس في المباراة أمام الأرجنتين في كأس العالم 1982 على ملعب دي ساريا، برشلونة، إسبانيا - 29 يونيو 1982.

- أنتونيلو كوكوريدو
- أنتونيو كابريني
- باولو روسي
- بييترو أناستازي
- جوزيبي فورينو
- دينو زوف
- روبيرتو بيتيغا
- روميو بينيتي
- غايتانو شيريا
- فرانتشيسكو موريني
- فرانكو كاوزيو
- كلاوديو جينتيلي
- لوتشيانو سبينوزي
- ماركو تارديلي